# Forêt classée de Séguéla
La forêt classée de Séguéla est une forêt classée située entre Séguéla et Vavoua, en Côte d'Ivoire.

## Histoire
En 2019, sa superficie est de 119 204 hectares. En février de cette même année, le directeur régional de la SODEFOR à Daloa annonce le futur déplacement des habitants de cette forêt classée vers des villages voisins. Dans le cadre de cette reprise en main de la gestion des forêts par les autorités ivoiriennes, certaines personnes expulsées de la forêt sont accueillies à Warma, et formées aux techniques de gestion économique. Elles sont aussi formées au reboisement, dans le cadre du programme de « Participation des jeunes à la gestion durable des ressources forestières pour le renforcement de la cohésion sociale dans la région ouest de la Côte d’Ivoire ».
Le 6 avril 2019, six orpailleurs illégaux dont cinq Chinois travaillant pour la compagnie Manganèse shenghung SARL sont arrêtés dans la forêt classée alors qu'ils y minent du manganèse, dans un contexte où le ministre Alain-Richard Donwahi a annoncé la fin de l'impunité des personnes qui détruisent les forêts.

## Faune et flore
Jadis, des éléphants migraient entre cette forêt et celle du haut-Sassandra, mais la création de plantations entre les deux forêts a coupé leur couloir de migration.